# Cantone di Liévin-Sud
Il Cantone di Liévin-Sud era una divisione amministrativa dell'arrondissement di Lens.
È stato soppresso a seguito della riforma complessiva dei cantoni del 2014, che è entrata in vigore con le elezioni dipartimentali del 2015.
Comprendeva parte della città di Liévin e i comuni di:
- Angres
- Éleu-dit-Leauwette